# Magdalena Schmidt
Magdalena Schmidt (n. 30 iunie 1949, Lauchhammer, Brandenburg, Germania) este o gimnastă artistică ce a reprezentat Republica Democrată Germană, medaliată olimpică. A participat la o ediție a Jocurilor Olimpice (1968) în care a câștigat o medalie de bronz.

## Participări
Lista de mai jos prezintă principalele competiții la care a participat Magdalena Schmidt de-a lungul carierei.
- gymnastics at the 1968 Summer Olympics – women's artistic team all-around[*]